# Stenus cxilis
Stenus cxilis är en skalbaggsart som beskrevs av Thomas Casey. Stenus cxilis ingår i släktet Stenus och familjen kortvingar. Inga underarter finns listade i Catalogue of Life.